# Statuile „Muncitori” din București
Cele două Statui „Muncitori” sunt opera sculptorului român Ion Jalea (1887 - 1983).
Statuile din bronz, reprezentând doi tineri „muncitori” atletici în mărime naturală, cu busturile dezvelite, sunt amplasate în stânga și în dreapta intrării principale a „Operei comice pentru copii” de lângă Podul Grant și sunt fixate fiecare pe câte un soclu paralelipipedic din piatră înalt de cca. o jumătate de metru.
Lucrarea este înscrisă în Lista monumentelor istorice 2010 - Municipiul București - la nr. crt. 2304, cod LMI B-III-m-B-19988.
Monumentele din fața intrării principale a „Operei comice pentru copii” (fostul Teatru de lângă Stadionul Giulești) sunt situate în Calea Giulești nr. 16, sector 6.

## Imagini

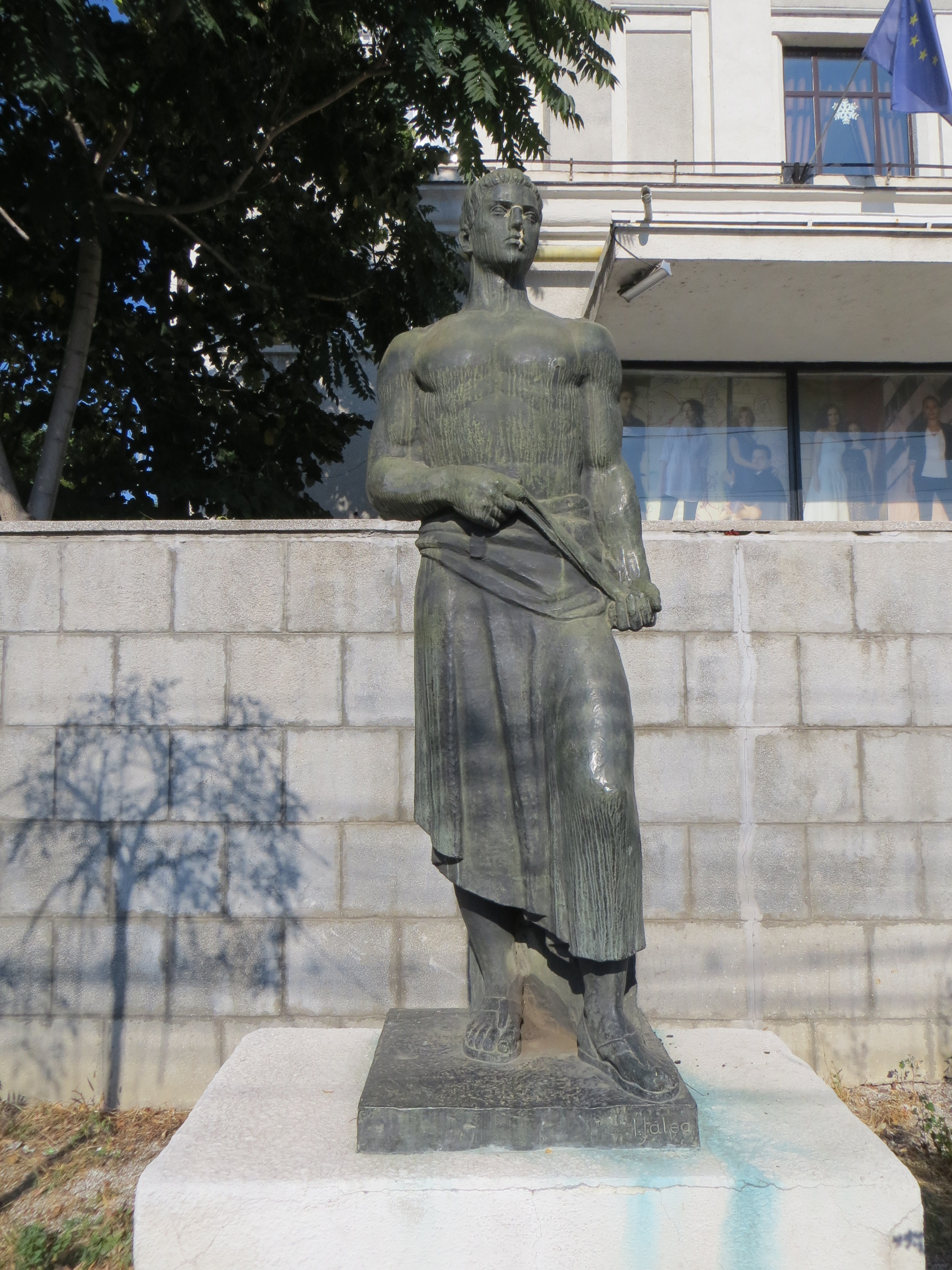
Statuia din partea stângă
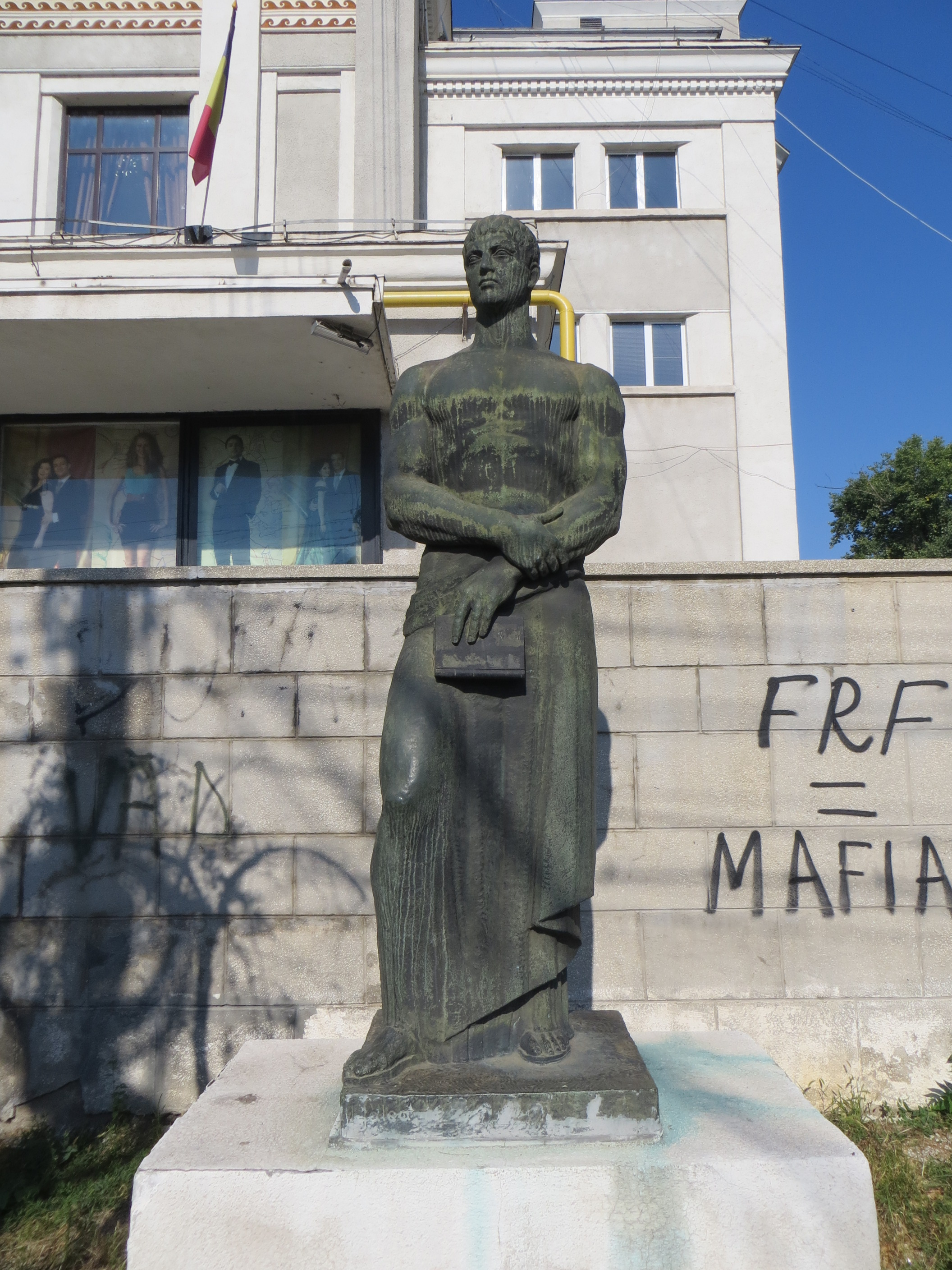
Statuia din partea dreaptă